# Francesc Xavier Casals
Pour les articles homonymes, voir Casals.
Ne doit pas être confondu avec Xavier Casals.
Francesc Xavier Casals Vidal, né en 1880 à Badalone (province de Barcelone, Espagne) et mort en 1954 à Barcelone, est un politicien, syndicaliste et dirigeant sportif espagnol. Républicain lié au catalanisme de gauche, il est Conseiller du travail de la Generalitat catalane entre 1932 et 1933. Il préside le FC Barcelone pendant la Guerre d'Espagne entre 1937 et 1939.

## Biographie

### Activité syndicale
Représentant de commerce, il préside le Centro Autonomista de Dependientes del Comercio y de la Industria (CADCI) entre 1920 et 1932. Cependant, entre 1923 et 1924, pendant la dictature de Miguel Primo de Rivera, la présidence est suspendue et Casals incarcéré. Il milite à l'Unió Catalanista.

### Carrière politique
Après la proclamation de la Deuxième République espagnole, il rejoint les rangs d'Esquerra Republicana de Catalunya et est nommé Conseiller du Travail de la Generalitat de Catalogne pendant le premier gouvernement de Francesc Macià. Il maintient ce poste dans le deuxième gouvernement de Macià. 

### Dirigeant sportif
Socio du FC Barcelone depuis 1925, il rejoint le comité directeur du club en tant que comptable pendant la présidence d'Esteve Sala. Avec l'arrivée du président Josep Sunyol, il continue à faire partie du comité. Lorsqu'éclate la Guerre civile espagnole, Casals fait partie du comité d'employés chargé de gérer le club à la suite de la mort du président Sunyol, fusillé par les franquistes le 6 août 1936. Le comité est intégré par Rossend Calvet, Josep Farré et Josep Pujol. Se joignent ensuite Manuel Torres, Pere Brassó, Joan Sebastián, Manuel Bassols, Jaume Roig, Eusebi Carbonell, Josep Olivé, Mariano Pellejero, Josep Cubells, Pere Ballarín, Ángel Mur, Ángel Sánchez, Francesc Xavier Casals, Agustí Bo et Paulí Carbonell. Afin d'éviter que le club soit confisqué par le syndicat anarchiste CNT-FAI, le 15 août 1936 les employés du club en accord avec le comité directeur s'approprient du club. Initialement, ils nomment un comité formé par trois travailleurs des bureaux : Rossend Calvet, Josep Farré et Josep Pujol. Lors d'une deuxième réunion, le 18 août, avec la participation des employés du Stade des Corts, le comité est désormais formé par Calvet, Pujol, Manuel Torres, Pere Brassó, Joan Sebastián, Manuel Bassols, Jaume Roig, Eusebi Carbonell, Josep Olivé, Mariano Pellejero, Josep Cubells, Pere Ballarín, Ángel Mur et Ángel Sánchez. Le 31 août, trois membres de l'ancien comité rejoignent le nouveau comité en représentation des socios : Francesc Xavier Casals, Agustí Bo et Paulí Carbonell.
Le 29 novembre 1937, le comité d'employés se dissout et Casals est nommé président temporaire. Il se maintient à la présidence jusqu'à l'entrée des troupes franquistes à Barcelone le 26 janvier 1939. Le nouveau régime désigne un nouveau comité de gestion et Casals est emprisonné pour ses engagements républicains et catalanistes.
Retiré de la vie publique, Francesc Xavier Casals meurt dans l'anonymat en 1954. Son action au sein du club tombe dans l'oubli. Ce n'est qu'en 2013 que le FC Barcelone rend hommage à sa figure et ajoute officiellement son nom à la liste des présidents du club,.